# Breuillet (Essonne)
Breuillet település Franciaországban, Essonne megyében. Lakosainak száma 9023 fő (2022. január 1.). Breuillet Bruyères-le-Châtel, Breux-Jouy, Égly, Saint-Chéron, Saint-Maurice-Montcouronne és Saint-Yon községekkel határos.

## Népesség
A település népességének változása:
| Lakosok száma | 8454 | 8507 | 8568 | 8394 | 8347 | 8566 | 8759 | 8873 | 9023 |
|               | 2013 | 2015 | 2016 | 2017 | 2018 | 2019 | 2020 | 2021 | 2022 |